# Värmeisolering

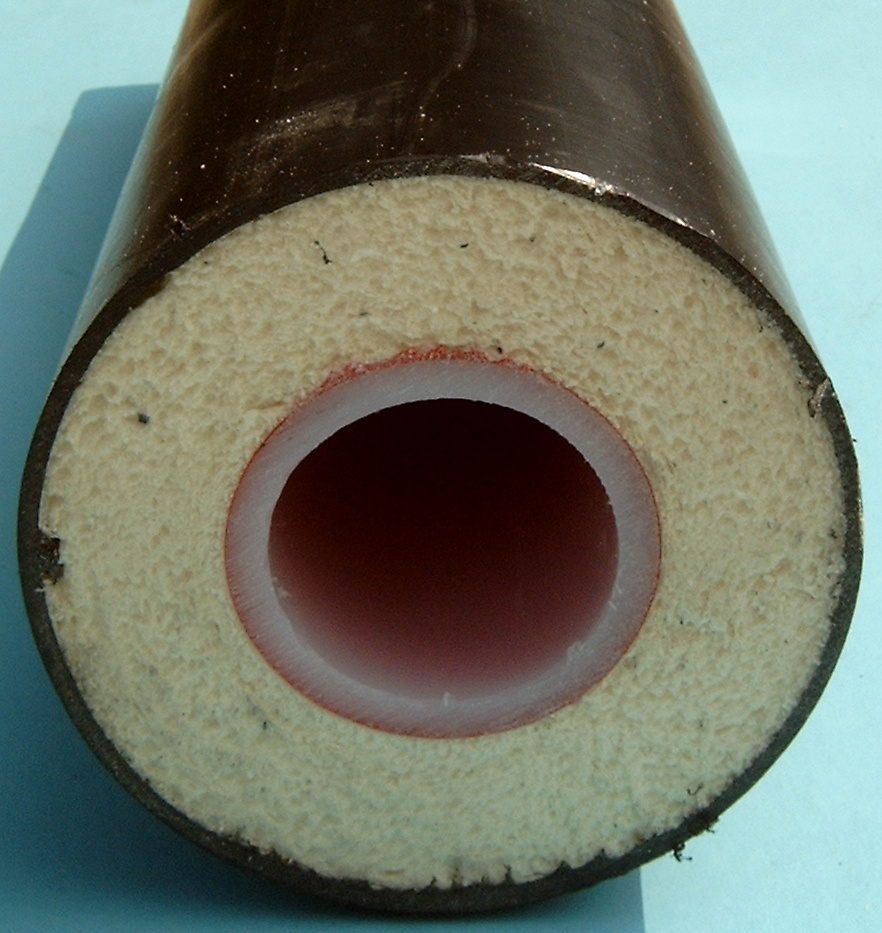
Värmeisolering av ett rör

Värmeisolering är åtgärder för att begränsa värmeflöde mellan två kroppar. Det förekommer i många sammanhang - som byggnadsdelar, i kläder och i matlagning.

## Teorin bakom värmeisolering
För att förstå värmeisoleringens funktion måste man känna till de tre sätt på vilka värme (termisk energi) förflyttas: Konduktion (ledning), konvektion (borttransport) och strålning.
Konduktion innebär att värme leds till andra objekt i fysisk kontakt med den aktuella kroppen, till dess att termodynamisk jämvikt uppnås.
Konvektion förutsätter ett rörligt medium av annan temperatur runt en kropp, till exempel gas eller vätska. Det som skiljer konvektionen från konduktionen är att det omgivande mediet flyttar sig, så att termodynamisk jämvikt inte uppnås. Till exempel stiger uppvärmd luft uppåt, och ny kall luft strömmar till.
Radiation innebär att värme avges i form av strålning, oftast så kallad  infraröd strålning. Den kräver inget medium för sin förflyttning.
För värmeisolering använder man oftast material med liten värmekonduktivitet. Totalt vakuum stoppar konduktion och konvektion (det finns inget som kan leda eller transportera bort värme), däremot är det inget hinder för radiation. Därför är termosflaskor ofta belagda med material som speglar tillbaka strålningen. Nackdelen med denna konstruktion är att inte heller fukt kan vandra, vilket kan påverka inomhusklimatet.
Luft är också en bra isolator. Om luftfickorna blir för stora får man problem med konvektion, luft av olika temperatur börjar strömma runt inne i luftfickorna. Därför delas de in i celler eller också tillsätter man annat material som förhindrar snabb luftströmning. Exempel är cellplast och mineralull. Tillsatsmaterialet hindrar också till stor del radiationen, eftersom näraliggande ytor kommer att vara i nästan termodynamisk jämvikt med varandra.

## Värmeisolering i byggnader
För värmeisolering i byggnader används bland annat linull, skumplast, fogskum, mineralull (glasull eller stenull), fenolskum samt behandlad cellulosa. Tidigare var olika träspån och samt torv, ibland även andra organiska material vanliga som värmeisolering.
Olika byggmaterial har olika värmeledningsförmåga, som också kallas värmekonduktivitet och mäts i W/m·K. Storheten betecknas med lambda och visar hur bra materialet isolerar. Ju lägre lambdavärde desto bättre isoleringsförmåga. Glasull, stenull och olika cellplaster har i stort sett samma värmekonduktivitet. För byggisolering anges värmekonduktiviteten alltid vid en medeltemperatur av +10°C. Den varierar oftast mellan 0,030 och 0,045 W/mK beroende på material (anges ibland som 30 till 45). Värmekonduktiviteten ökar när temperaturen ökar, beroende på ökad värmestrålning.
Låg värmekonduktivitet hos glasull och stenull består av materialens förmåga att hålla luften i isoleringen stilla och att minska värmestrålningen.
Värmemotstånd kan beräknas som isoleringtjockleken i meter dividerat med värmekonduktiviteten i W/m·K. Ju lägre värmemotstånd desto bättre isolering.

## Värmeisolering i kläder
Ull eller dun är isoleringsmaterial i kläder med värmeisolering.

## Oorganiska isoleringsmaterial
- Cellglas

- Glasull
- Lättklinker
- Lättbetong
- Perlit

- Skumbetong
- Stenull

## Organiska isoleringsmaterial
- Hampa
- Halm
- Kokosfiber
- Kork
- Kutterspån
- Sågspån
- Blångarn (Lin)
- Torv
- Träull
- Cellulosafiber
- Ull
- Wellpapp

## Värmeisolering i matlagning
Det finns många anledningar att hindra värmeflöden i matlagning. Några exempel är varmhållning (tehuva), kroppsskydd (grytvantar och grytlappar) och glace au four.